# Сан Вито Ло Капо
Сан Вито Ло Капо (итал. San Vito Lo Capo) је насеље у Италији у округу Трапани, региону Сицилија.
Према процени из 2011. у насељу је живело 2730 становника. Насеље се налази на надморској висини од 11 м.

## Географија
| Клима (Сан Вито Ло Капо)   | Клима (Сан Вито Ло Капо) | Клима (Сан Вито Ло Капо) | Клима (Сан Вито Ло Капо) | Клима (Сан Вито Ло Капо) | Клима (Сан Вито Ло Капо) | Клима (Сан Вито Ло Капо) | Клима (Сан Вито Ло Капо) | Клима (Сан Вито Ло Капо) | Клима (Сан Вито Ло Капо) | Клима (Сан Вито Ло Капо) | Клима (Сан Вито Ло Капо) | Клима (Сан Вито Ло Капо) | Клима (Сан Вито Ло Капо) |
| Показатељ \ Месец          | .Јан.                    | .Феб.                    | .Мар.                    | .Апр.                    | .Мај.                    | .Јун.                    | .Јул.                    | .Авг.                    | .Сеп.                    | .Окт.                    | .Нов.                    | .Дец.                    | .Год.                    |
| -------------------------- | ------------------------ | ------------------------ | ------------------------ | ------------------------ | ------------------------ | ------------------------ | ------------------------ | ------------------------ | ------------------------ | ------------------------ | ------------------------ | ------------------------ | ------------------------ |
| Средњи максимум, °C (°F)   | 14,7 (58,5)              | 14,8 (58,6)              | 16,3 (61,3)              | 18,8 (65,8)              | 22,3 (72,1)              | 25,9 (78,6)              | 28,8 (83,8)              | 29,2 (84,6)              | 26,9 (80,4)              | 23,1 (73,6)              | 19,3 (66,7)              | 16,1 (61)                | 29,2 (84,6)              |
| Средњи минимум, °C (°F)    | 9,2 (48,6)               | 9,1 (48,4)               | 11,9 (53,4)              | 13,1 (55,6)              | 15,2 (59,4)              | 18,6 (65,5)              | 21,5 (70,7)              | 22,2 (72)                | 20,2 (68,4)              | 16,9 (62,4)              | 13,4 (56,1)              | 10,8 (51,4)              | 9,1 (48,4)               |
| Количина падавина, mm (in) | 64 (25,2)                | 52 (20,5)                | 46 (18,1)                | 41 (16,1)                | 18 (7,1)                 | 9 (3,5)                  | 2 (0,8)                  | 13 (5,1)                 | 38 (15)                  | 74 (29,1)                | 80 (31,5)                | 82 (32,3)                | 519 (204,3)              |
| [ тражи се извор ]         |                          |                          |                          |                          |                          |                          |                          |                          |                          |                          |                          |                          |                          |

## Становништво
| 1931. | 1936. | 1951. | 1961. | 1971. | 1981. | 1991. | 2001. | 2011. |
| ----- | ----- | ----- | ----- | ----- | ----- | ----- | ----- | ----- |
| 4.242 | 4.266 | 3.896 | 4.022 | 3.623 | 3.612 | 3.567 | 3.798 | 4.415 |